# Atletismo nos Jogos Olímpicos de Verão de 2008 - 800 m feminino

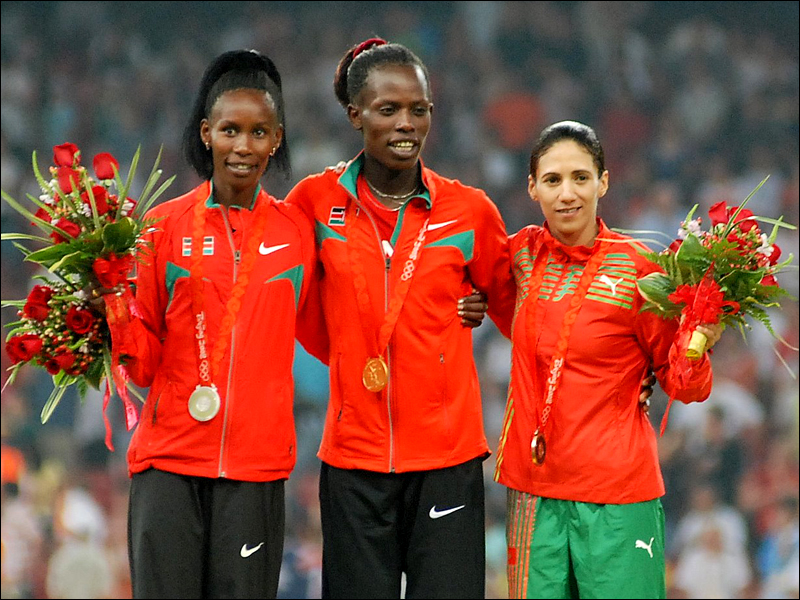
A marroquina Hasna Benhassi (à direita) com sua medalha de bronze da prova de 800m, ao lado da medalhista de ouro Pamela Jelimo (ao centro) e da medalhista de prata Janeth Jepkosgei (à esquerda), ambas quenianas.

A competição dos 800 metros feminino nos Jogos Olímpicos de Verão de 2008 aconteceu no dias 15 a 18 de Agosto no Estádio Nacional de Pequim.
Em 17 de novembro de 2009 o Comitê Olímpico Internacional desclassificou a croata Vanja Perisic, 35ª colocada no geral, por testar positivo no exame antidoping para a substância CERA, uma evolução da eritropoietina.

## Medalhistas
| Ouro   | KEN Pamela Jelimo             |
| Prata  | KEN Janeth Jepkosgei Busienei |
| Bronze | MAR Hasna Benhassi            |

## Recordes
Antes desta competição, os recordes mundiais e olímpicos da prova eram os seguintes:
| Tipo | Atleta                | Tempo   | Local   | Data                |
| ---- | --------------------- | ------- | ------- | ------------------- |
|      | Jarmila Kratochvílová | 1:53.28 | Munique | 26 de julho de 1983 |
|      | Nadezhda Olizarenko   | 1:53.43 | Moscovo | 27 de julho de 1980 |

## Resultados

### Ronda 1
| # | Eliminatória | Nome                       | País                          | Resultado | Notas                |
| - | ------------ | -------------------------- | ----------------------------- | --------- | -------------------- |
| 1 | 1            | Svetlana Klyuka            | RUS Rússia                    | 2:01.67   | Q                    |
| 1 | 2            | Rosibel Garcia             | COL Colômbia                  | 2:01.98   | Q                    |
| 1 | 3            | Anna Rostkowska            | POL Polônia                   | 2:02.11   | Q                    |
| 1 | 4            | Jemma Simpson              | GBR Grã-Bretanha              | 2:02.16   |                      |
| 1 | 5            | Agnes Samaria              | NAM Namíbia                   | 2:02.18   |                      |
| 1 | 6            | Madeleine Pape             | AUS Austrália                 | 2:03.09   |                      |
| 1 | 7            | Baraah Awadallah           | JOR Jordânia                  | 2:18.41   | Recorde da temporada |
| 2 | 1            | Yuliya Krevsun             | UKR Ucrânia                   | 2:00.21   | Q                    |
| 2 | 2            | Tatiana Andrianova         | RUS Rússia                    | 2:00.31   | Q                    |
| 2 | 3            | Jennifer Meadows           | GBR Grã-Bretanha              | 2:00.33   | Q                    |
| 2 | 4            | Sviatlana Usovich          | BLR Bielorrússia              | 2:00.42   | q                    |
| 2 | 5            | Marian Burnett             | GUY Guiana                    | 2:02.02   |                      |
| 2 | 6            | Alice Schmidt              | USA Estados Unidos            | 2:02.33   |                      |
| 2 | 7            | Haley Nicole Nemra         | MHL Ilhas Marshall            | 2:18.83   |                      |
| 3 | 1            | Pamela Jelimo              | KEN Quênia                    | 2:03.18   | Q                    |
| 3 | 2            | Kenia Sinclair             | JAM Jamaica                   | 2:03.76   | Q                    |
| 3 | 3            | Elodie Guegan              | FRA França                    | 2:03.85   | Q                    |
| 3 | 4            | Merve Aydin                | TUR Turquia                   | 2:04.75   |                      |
| 3 | 5            | Annabelle Lascar           | MRI Maurício                  | 2:06.11   | Recorde pessoal      |
| 3 | 7            | Vanja Perisic              | CRO Croácia                   | 2:06.82   | DSQ                  |
| 3 | 6            | Marcela Britos             | URU Uruguai                   | 2:08.98   |                      |
| 4 | 1            | Maria Mutola               | MOZ Moçambique                | 1:58.91   | Q                    |
| 4 | 2            | Marilyn Okoro              | GBR Grã-Bretanha              | 1:59.01   | Q                    |
| 4 | 3            | Lucia Klocova              | SVK Eslováquia                | 1:59.42   | Q                    |
| 4 | 4            | Tamsyn Lewis               | AUS Austrália                 | 1:59.67   | q                    |
| 4 | 5            | Neisha Bernard-Thomas      | GRN Granada                   | 2:00.09   | q                    |
| 4 | 6            | Emilia Mikue Ondo          | GEQ Guiné Equatorial          | 2:20.69   |                      |
| 4 | 7            | Nicole Teter               | USA Estados Unidos            | DNF       |                      |
| 5 | 1            | Zulia Calatayud            | CUB Cuba                      | 2:00.34   | Q                    |
| 5 | 2            | Hasna Benhassi             | MAR Marrocos                  | 2:00.51   | Q                    |
| 5 | 3            | Ekaterina Kostetskaya      | RUS Rússia                    | 2:00.54   | Q                    |
| 5 | 4            | Olga Cristea               | MDA Moldávia                  | 2:00.59   | q                    |
| 5 | 5            | Hazel Clark-Riley          | USA Estados Unidos            | 2:01.59   |                      |
| 5 | 6            | Mihaela Neacsu             | ROU Romênia                   | 2:03.03   |                      |
| 5 | 7            | Aishath Reesha             | MDV Maldivas                  | 2:30.14   | Recorde pessoal      |
| 6 | 1            | Janeth Jepkosgei Busienei  | KEN Quênia                    | 1:59.72   | Q                    |
| 6 | 2            | Tetiana Petliuk            | UKR Ucrânia                   | 2:00.00   | Q                    |
| 6 | 3            | Brigita Langerholc         | SLO Eslovênia                 | 2:00.13   | Q                    |
| 6 | 4            | Egle Balciunaite           | LTU Lituânia                  | 2:00.15   | q                    |
| 6 | 5            | Elisa Cusma Piccione       | ITA Itália                    | 2:00.24   | q                    |
| 6 | 6            | Maria do Carmo Tavares     | POR Portugal                  | 2:01.91   |                      |
| 6 | 7            | Mireille Derebona-Ngaisset | CAF República Centro-Africana | DSQ       |                      |

### Semifinais
| #   | Eliminatória | Nome                      | País             | Resultados | Notas                |
| --- | ------------ | ------------------------- | ---------------- | ---------- | -------------------- |
| 1   | 3            | Janeth Jepkosgei Busienei | KEN Quênia       | 1:57.28    | Q,                   |
| 2   | 2            | Pamela Jelimo             | KEN Quênia       | 1:57.31    | Q                    |
| 3   | 3            | Yuliya Krevsun            | UKR Ucrânia      | 1:57.32    | Q,                   |
| 4   | 2            | Hasna Benhassi            | MAR Marrocos     | 1:58.03    | Q,                   |
| 5   | 3            | Tatiana Andrianova        | RUS Rússia       | 1:58.16    | q                    |
| 6   | 3            | Kenia Sinclair            | JAM Jamaica      | 1:58.28    | q,                   |
| 7   | 1            | Svetlana Klyuka           | RUS Rússia       | 1:58.31    | Q                    |
| 8   | 2            | Ekaterina Kostetskaya     | RUS Rússia       | 1:58.33    |                      |
| 9   | 1            | Maria Mutola              | MOZ Moçambique   | 1:58.61    | Q,                   |
| 10  | 2            | Zulia Calatayud           | CUB Cuba         | 1:58.78    | Recorde da temporada |
| 11  | 1            | Lucia Klocova             | SVK Eslováquia   | 1:58.80    |                      |
| 12  | 2            | Anna Rostkowska           | POL Polônia      | 1:58.84    |                      |
| 13  | 1            | Tetiana Petliuk           | UKR Ucrânia      | 1:59.27    |                      |
| 14  | 1            | Rosibel Garcia            | COL Colômbia     | 1:59.38    | Recorde nacional     |
| 15  | 2            | Jennifer Meadows          | GBR Grã-Bretanha | 1:59.43    |                      |
| 16  | 3            | Elisa Cusma Piccione      | ITA Itália       | 1:59.52    |                      |
| 17  | 1            | Marilyn Okoro             | GBR Grã-Bretanha | 1:59.53    |                      |
| 18  | 1            | Brigita Langerholc        | SLO Eslovênia    | 2:00.00    |                      |
| 19  | 3            | Olga Cristea              | MDA Moldávia     | 2:00.12    | Recorde pessoal      |
| 20  | 1            | Tamsyn Lewis              | AUS Austrália    | 2:01.41    |                      |
| 21  | 3            | Neisha Bernard-Thomas     | GRN Granada      | 2:01.84    |                      |
| 22  | 2            | Egle Balciunaite          | LTU Lituânia     | 2:02.59    |                      |
| –   | 3            | Elodie Guegan             | FRA França       | DNF        |                      |
| DSQ | 2            | Sviatlana Usovich         | BLR Bielorrússia | 2:02.79    |                      |

### Final
| #                 | Pista | Nome                       | Resultado | Notas                |
| ----------------- | ----- | -------------------------- | --------- | -------------------- |
| Medalha de ouro   | 4     | KEN Pamela Jelimo          | 1:54.87   | (WJ)                 |
| Medalha de prata  | 7     | KEN Janeth Jepkosgei       | 1:56.07   | Recorde da temporada |
| Medalha de bronze | 8     | MAR Hasna Benhassi         | 1:56.73   | Recorde da temporada |
| 4                 | 6     | RUS Svetlana Klyuka        | 1:56.94   |                      |
| 5                 | 2     | MOZ Maria de Lurdes Mutola | 1:57.68   | Recorde da temporada |
| 6                 | 3     | JAM Kenia Sinclair         | 1:58.24   | Recorde da temporada |
| 7                 | 9     | UKR Yuliya Krevsun         | 1:58.73   |                      |
| 8                 | 5     | RUS Tatyana Andrianova     | 2:02.63   |                      |